# Odin (космический аппарат)
Odin  — шведский искусственный спутник Земли, запущенный в астрофизических целях и для изучения атмосферы Земли. Аппарат был запущен 20 февраля 2001 года с космодрома Свободный с помощью ракеты-носителя Старт-1.
Спутник изготовлен в партнёрстве Швеции, Канады, Франции и Финляндии.
Вклад Канады наибольший и составляет 20 %. Это первый международный проект спутника, в котором Канада сыграла важную роль в проектировании, строительстве и эксплуатации. Обсерватория названа в честь норвежского и германского бога Одина.

## Конструкция
Космический аппарат имеет сотовый каркас из углепластика. Размеры аппарата: высота 2,0 м, ширина 1,1 м и 3,8 м. Электропитание осуществляется развёртываемыми солнечными батареями. Они выдают мощность 300 Вт. При работе в тени Земли используются 6 А никель-кадмиевые аккумуляторы.
Ориентация определяется 5 солнечными датчиками, 3 гироскопами и двумя 3-осными магнитометрами. Точность наведения до 15 угловых секунд.
Масса аппарата составляет 250 кг, из них 80 кг полезной нагрузки, в которую входит 1,1-метровый григорианский телескоп с установленным криогенным оптическим и инфракрасным инструментом OSIRIS и криогенным радиометром SMR.
Криогенный охладитель работает по циклу Стерлинга и поддерживает температуру полезной нагрузки в пределах от 120 до 160 K.
Инструмент OSIRIS (Optical Spectrograph and InfraRed Imaging System) — канадский оптический и решётчатый спектрометр и инфракрасная камера. Он работает в оптическом диапазоне 280—800 нм с пространственным разрешением в 1 км, и на длинах волн 1,263 мкм, 1,273 мкм, 1,520 мкм.
Радиометр SMR (Submillimeter Radiometer) — инструмент, изготовленный в Швеции совместно с Францией.
Он работает в субмиллиметровом диапазоне на длине волны 3 мм в диапазоне 0,5-1 мм. Эти длины волн интересны для изучения кислорода, водорода, серы, хлора и молекул: ClO, CO, NO2, N2O, H2O2, H2O, NO, HNO3, O3 и O2 и в атмосфере Земли и в межзвёздных облаках.

## Результаты
- С помощью космического аппарата был обнаружен молекулярный кислород в межзвёздных облаках, но его содержание оказалось в тысячу раз меньше ожидаемого[6][7].
- Было изучено распространение закиси азота в атмосфере, и климатические и сезонные его изменения[8]
- Было изучено распространение окиси углерода в стратосфере и мезосфере[9].
- Провёл изучения содержания воды в кометах[10].
- Аппаратом проводится мониторинг озона и озоновых дыр в атмосфере Земли[11].